# Area metropolitana di Waco
L'area metropolitana di Waco, come viene definita dallo United States Census Bureau, è un'area che comprende due contee del Texas centrale, nello Stato del Texas, con "capoluogo" la città di Waco. Al censimento del 1º aprile 2010, l'area metropolitana possedeva una popolazione di 234.906 abitanti (anche se una stima del 2016, che include la contea di Falls, già aggiunta all'area metropolitana di Waco nel 2013, vi erano 265.207 abitanti).

## Contee
- McLennan
- Falls

## Comunità

### Località incorporate

#### McLennan
- City of Bellmead
- City of Beverly Hills
- City of Bruceville-Eddy (parzialmente)
- Town of Crawford
- City of Gholson
- City of Golinda (parzialmente)
- City of Hallsburg
- City of Hewitt
- City of Lacy Lakeview
- City of Leroy
- City of Lorena
- City of Mart
- City of McGregor (parzialmente)
- City of Moody
- City of Riesel
- City of Robinson
- City of Ross
- City of Valley Mills (parzialmente)
- City of Waco (città principale)
- City of West
- City of Woodway

#### Falls
- Bruceville-Eddy (parzialmente)
- Golinda (parzialmente)
- Lott
- Marlin
- Rosebud

### Località non incorporate

#### McLennan
- Axtell
- China Spring
- Elm Mott
- Speegleville

#### Falls
- Barclay
- Cedar Springs
- Cego
- Chilton
- Durango
- Highbank
- Mooreville
- Otto
- Perry
- Reagan
- Satin
- Tomlinson Hill
- Travis
- Westphalia
- Zipperlandville